# NGC 2772
NGC 2772 é uma galáxia espiral (Sb) localizada na direcção da constelação de Pyxis. Possui uma declinação de -23° 37' 10" e uma ascensão recta de 9 horas, 07 minutos e 41,8 segundos.
A galáxia NGC 2772 foi descoberta em 23 de Janeiro de 1835 por John Herschel.